# Pirotský okruh
Pirotský okruh (srbsky Pirotski okrug, cyrilicí Пиротски округ) je administrativní jednotka v Srbsku. Je jedním z devíti okruhů statistického regionu Jižní a Východní Srbsko. Na východě sousedí s Bulharskem (konkrétně Sofijskou, Montanskou a Pernickou oblastí), na severu se Zaječarským okruhem, na západě s Nišavským okruhem a na jihozápadě s Jablanickým okruhem. Je pojmenován podle města Pirot, které se na území okruhu nachází.

## Geografie
V roce 2011 zde žilo 92 479 obyvatel, díky čemuž je Pirotský okruh po Toplickém okruhu druhým nejméně obydleným srbským okruhem a jedním ze dvou okruhů s méně než 100 000 obyvateli. Rozloha okruhu je 2 761 km². Správním střediskem a největším městem Pirotského okruhu je město Pirot, které je zároveň dvacátým prvním největším srbským městem. Ostatní města nepřesahují deset tisíc obyvatel.
Pirotský okruh je na většině svého území hornatý; na jeho území, respektive jeho hranici s Bulharskem, se nachází nejvyšší srbská hora, Midžor, dosahující nadmořské výšky 2 169 metrů nad mořem. Na jihozápadě se rozkládá pohoří Ostrozub, na západě pohoří Šljivovik a Suva planina, na východě pohoří Vidlič, se severu pohoří Svrljig a na severovýchodě pohoří Stara planina. Pouze město Pirot se nachází v nížinném údolí řeky Nišavy, která je nejdelší řekou procházející okruhem. Na řece Visočici (přítok řeky Temštice) se nachází Zavojské jezero.

## Administrativní dělení
Ve Pirotském okruhu se nacházejí celkem 4 města: Babušnica, Bela Palanka, Dimitrovgrad a Pirot. Všechna z těchto měst jsou zároveň správními středisky stejnojmenných opštin zahrnujících okolní sídla.

## Národnostní složení
| Národnost | Populace | Procenta |
| --------- | -------- | -------- |
| Srbové    | 77 379   | 83,67 %  |
| Bulhaři   | 6 602    | 7,14 %   |
| Romové    | 4 306    | 4,66 %   |
| Ostatní   | 4 192    | 4,53 %   |